# Egon Hansen
Egon Hansen (Copenaghen, 19 febbraio 1937 – 6 marzo 2023) è stato un calciatore danese, di ruolo centrocampista.

## Carriera

### Nazionale
Il 20 giugno del 1965 esordisce in Danimarca-Svezia (2-1).